# Tapti
Tapti – rzeka w Indiach, w północno-zachodniej części Półwyspu Indyjskiego.
Swoje źródła ma w górach Satpura, a uchodzi do Zatoki Kambajskiej (część Morza Arabskiego). Długość rzeki wynosi 720 km. Głównym miastem nad rzeką jest Surat.